# Johannes Hjelmslev
Johannes Trolle Hjelmslev (ursprungligen Petersen), född 7 april 1873 i Hørning vid Århus, död 16 februari 1950 i Köpenhamn, var en dansk matematiker; far till Louis Hjelmslev.
Hjelmslev blev student 1890, mag.scient. 1894 och förvärvade 1897 doktorsgraden för avhandlingen Grundprincipper for den infinitesimale Deskriptivgeometri med Anvendelse på Læren om variable Figurer. År 1903 blev han docent och snart därefter professor i deskriptiv geometri vid Den Polytekniske Læreanstalt; 1917 bytte han denna tjänst mot en professur i matematik vid Köpenhamns universitet. Han valdes till universitetets rektor för året 1928-29. Videnskabernes Selskab tilldelade honom 1907 sin guldmedalj för avhandlingen Om Regning med lineære Transformationer. Han invaldes 1914 som ledamot av nämnda sällskap,  1925 av Vetenskapssocieteten i Uppsala och 1943 av Vetenskapsakademien i Stockholm. År 1918 invaldes han i styrelsen för Carlsbergfondet.
Hjelmslevs produktion präglas av en betydande förmåga till att övervinna svårigheter och en vid blick för önskvärda förändringar i geometrins grundvalar. Av hans tidigare arbeten kan särskilt nämnas en ny metod till linjegeometriska undersökningar, även i icke-euklidiska rum, samt några avhandlingar om, särskilt den projektiva, geometrins grundprinciper och om flerdimensionell geometri. Huvuddelen av hans senare arbeten behandlar, vad han kallade verklighetens geometri. Han hävdade, i likhet med Felix Klein, att man inte kan föreställa sig de av Euklides definierade punkter m.m. och opererar därför med punkter, linjer och plan, så som de framställer sig i praxis på med störst möjliga noggrannhet konstruerade kroppar, och bygger upp den sedvanliga geometriska läran om dessa med förbehåll av att längd- och vinkelmått är behäftade med en viss osäkerhet. 
I Elementær Geometri (1916) anpassade Hjelmslev sina idéer för undervisningen. Vidare ger han i Darstellende Geometrie (1914) samt i Grundlag for Fladernes Geometri (Videnskabernas Selskabs Skrifter 1914) och annorstädes enkla bevis för infinitesimalgeometrins satser, som gäller långt utöver de analytiskt framställbara figurernas område och även omfattar kurvor och ytor i verklighetens geometri, förutsatt att de uppfyller vissa enkla villkor. I Geometriske Eksperimenter (1913) visar han, hur man ofta kan utföra en konstruktion genom att pröva sig fram, dels där de tidigare använda metoderna sviktar, dels lättare än genom dessa. Frågor angående geometrins grundlag behandlade han i "Matematisk Forenings Publikationer" (1923), och i ett föredrag, hållet vid den sjätte skandinaviska matematikerkongressen (1925). Av verklighetsgeometrin gav han en utförlig framställning i Die natürliche Geometrie, vier Vorträge ("Hamburger mathematische Einzelschriften", 1923). Han var även en utmärkt lärare och utgav som läroboksförfattare Lærebog i Deskriptivgeometri (1904, senare omarbetad). Han var medredaktör för "Acta Mathematica".